# Вжелюв
Вжелюв (пол. Wrzelów) — село в Польщі, у гміні Лазіська Опольського повіту Люблінського воєводства.
Населення — 212 осіб (2011).

## Демографія
Демографічна структура станом на 31 березня 2011 року:
|          | Загалом | Допрацездатний вік | Працездатний вік | Постпрацездатний вік |
| -------- | ------- | ------------------ | ---------------- | -------------------- |
| Чоловіки | 101     | 25                 | 65               | 11                   |
| Жінки    | 111     | 22                 | 61               | 28                   |
| Разом    | 212     | 47                 | 126              | 39                   |